# Joseph Louis Alphonse Baret
Joseph Louis Alphonse Baret (Domène, 10 luglio 1852 – Barraux, 26 agosto 1920) è stato un generale francese, prese parte alla fase finale della guerra franco-prussiana (1870-1871), e successivamente alla prima guerra mondiale dove, come generale di divisione, comandò il XIV Corpo d'armata in numerose battaglie.

## Biografia
Nacque a Domène il 10 luglio 1852, figlio di François Germain, tenente del 52º Reggimento di linea, e di Jeanne Marie Puiet. Si arruolò come soldato nel 44º Reggimento di linea  allo scoppio della guerra franco-prussiana. Frequentò l'École spéciale militaire de Saint-Cyr (Promotion de la Revanche) da cui uscì, durante il corso della guerra, con il grado di sottotenente di complemento il 3 gennaio 1871. Prese parte alla fase finale delle operazioni belliche, rientrando poi in Accademia da cui uscì con il brevetto di ufficiale il 1 settembre 1871.  Promosso tenente il 5 agosto 1876, quando era in forza al 35º Reggimento di fanteria, divenne allievo presso la Scuola superiore di guerra. Il 13 gennaio 1881 si sposò con la signorina Pulchérie Genton, e il 23 dicembre dello stesso anno fu promosso capitano, divenendo poi maggiore l'11 ottobre 1892. Assunse il comando del 14º Battaglione cacciatori a piedi nel 1895, venendo successivamente promosso tenente colonnello il 12 luglio 1900 e colonnello comandante del 99º Reggimento di fanteria di linea il 24 marzo 1905. Capo di stato maggiore del XVII Corpo d'armata dal 25 gennaio 1908, fu promosso generale di brigata il 15 marzo 1910. Assunse poi il comando della 55ª Brigata di fanteria di stanza ad Annecy e Vienne il 22 luglio dello stesso anno, passando il 21 dicembre 1912 al comando della 18ª Divisione di fanteria, di stanza ad Angers, appartenente al IX Corpo d'armata. Il 28 marzo 1913 fu elevato al rango di generale di divisione.

### Prima guerra mondiale
Con l'approssimarsi dello scoppio della prima guerra mondiale, il 20 giugno 1914 assunse il comando della 27ª Divisione di fanteria Dopo l'inizio delle ostilità partecipò alle battaglie dei Vosgi, e a quella d'Alsazia. 
Il 24 agosto 1914 assunse il comando del XIV Corpo d'armata,  operante in seno alla Ie Armée del generale Auguste Dubail, rimpiazzando il generale Paul Édouard Pouradier-Duteil. Si distinse durante la prima battaglia di Piccardia, nella seconda battaglia della Champagne e durante la battaglia di Verdun. A quell'epoca il XIV Corpo d'armata operava alle dipendenze della 2ª Armata del generale Henri Philippe Pétain. Il 31 agosto 1916, ormai allo stremo delle forze fisiche, fu esonerato dal comando su decisione del generalissimo Joseph Joffre, comandante in capo dell'esercito francese, e rimpiazzato dal generale Pierre Duport. Il 12 dicembre dello stesso anno assunse il comando della 6ª Regione militare, con Quartier generale a Châlons-sur-Marne), venendo messo in posizione di riserva il 12 aprile 1917, e lasciando definitivamente l'esercito il 20 agosto successivo. Ritiratosi a vita privata a Barraux, nella valle del Grésivaudan, si spense a causa di una grave malattia il 20 agosto 1920.

### Annotazioni
1. ↑  Tale unità apparteneva al XIV Corpo d'armata, al comando del generale Charles Jules Zédé, operante in seno all'Armée des Alpes.
2. ↑  E delle subdivisioni delle regioni di Châtellerault, di Tours, d'Angers e di Cholet.
3. ↑  E delle subdivisioni delle regioni di Grenoble, di Romans, di Montélimar e di Gap.
4. ↑  L'abbandono di Mulhouse da parte del generale Bonneau non fu mai perdonata da Joffre, che lo sostituì immediatamente alla testa del VII Corpo d'armata.

### Fonti
1. 1 2  Hastings 2014, p. 243.
2. ↑  Sumner 2012, p. 23.
3. ↑  Martin 2001, p. 21.
4. ↑  Martin 2001, p. 12.